# Carlo Ruini
Pour les articles homonymes, voir Ruini.
Carlo Ruini (né vers 1530 à Bologne et mort en 1598) est un médecin et juriste italien du XVIe siècle.

## Biographie
Juriste lui-même, Carlo Ruini est issu d'une famille de juristes bolonais. Il est élu membre du conseil des Anciens de Bologne et en 1578, sénateur de la ville.
Carlo Ruini est célèbre pour avoir publié un unique ouvrage consacré au cheval : Anatomia del cavallo, infermità et suoi rimedii. Œuvre posthume, celui-ci paraît d'abord à Bologne en 1598 grâce à son fils, Ottavio,  puis à Venise en 1602. Il est réédité en 1618 et 1707. Il est traduit dans toutes les langues européennes, en français mais de façon partielle, dès 1655. Véritable succès, il est réédité quatorze fois jusqu'en 1769, sans compter les plagiats.
Il s'agit du premier ouvrage moderne sur les chevaux, qui participe pleinement à l'essor des études anatomiques du XVIe siècle , et qui s'appuie probablement sur les travaux du médecin italien Realdo Colombo, L'Anatomia, parus en 1558, et sur ceux de Vésale publiés une quinzaine d'années auparavant. 
Cet ouvrage est composé de deux livres réunis en un seul volume. Le second livre, Dell infirmita, classe les maladies du cheval par région anatomique et donne des prescriptions pouvant y remédier. Traité de pathologie et de thérapeutique, Il ne comporte pas d'informations particulières par rapport aux traités d'hippiatrie de l'époque. Le premier livre, Dell'anatomia, portant sur l'anatomie du cheval est par contre d'un intérêt remarquable. Il est composé de cinq parties. La "parte animale" comprend 44 chapitres décrivant la tête, le cerveau, les glandes salivaires, les os, les muscles et les nerfs de la région; la "parte spirituale" 30 chapitres sur le thorax, l'encolure, le larynx, la moelle spinale, les viscères thoraciques, les os, les muscles et les nerfs de la région; la "parte nutiva" 22 chapitres contenant les organes digestifs, les parois abdominales, les vertèbres lombaires, sacrées, coccygiennes, la moelle spinale, les os, muscles et nerfs de la région; la "parte generative" 11 chapitres concernant les organes génitaux, le fœtus et ses enveloppes; et la "parte mobile" 24 chapitres sur le squelette en général, la vascularisation profonde et les membres. Les illustrations et les tableaux descriptifs occupent la moitié du livre ce qui constitue une nouveauté dans un ouvrage d'anatomie équine. Chaque planche anatomique comporte des figures numérotées qui sont reprises dans les tableaux de légende. Les illustrations sont théâtralisées et, gravées sur bois, d'une grande finesse. Les dernières figures présentent un cheval écorché sur un fond de paysage de la campagne italienne. L'illustration constitue le principal support du livre.

## Apports
Sa description de la circulation sanguine est tout à fait novatrice et précise et constitue une étape essentielle conduisant aux travaux de William Harvey (1578-1657).
Il montre le rôle important, au niveau thérapeutique, qui est dévolu aux plantes sauvages, plantes à condiment, épices et dérivés de végétaux tels l'eau-de-vie et le vinaigre. 

## Polémique
Schrader en 1855, E. Jackschatt en 1902 et Castiglioni en 1931 mirent en doute la paternité des planches anatomiques qu'ils attribueraient à Léonard de Vinci, d'autant que Ruini n'était pas connu comme homme de cheval. Le traité d'anatomie de Léonard devait comporter 120 livres et de nombreux manuscrits furent dispersés après sa mort. Dans les années 1510, il entretenait des contacts étroits avec l'anatomiste Marcantonio della Torre. D'après Daniel Arasse, cette collaboration a suscité une approche téléologique de l'anatomie qui rapporte la forme d'un organe à sa fonction. À la suite de la commande de Ludovic Le More d'une statue équestre à la mémoire de son père, Léonard de Vinci, vers 1503-1504, étudie systématiquement les proportions du cheval et pour ce faire, en dissèque plusieurs. Le traité d'anatomie qui parait moins d'un siècle après sa mort est remarquable par sa précision, sa concision et la beauté artistique de ses dessins et sa paternité ne peut qu'interroger.